# Chiesa Millenaria
La chiesa "Millenaria", dedicata al Sacro Cuore di Gesù, è un luogo di culto cattolico situato nella frazione di Ruta, in via XXV Aprile, nel comune di Camogli nella città metropolitana di Genova.

## Storia e descrizione

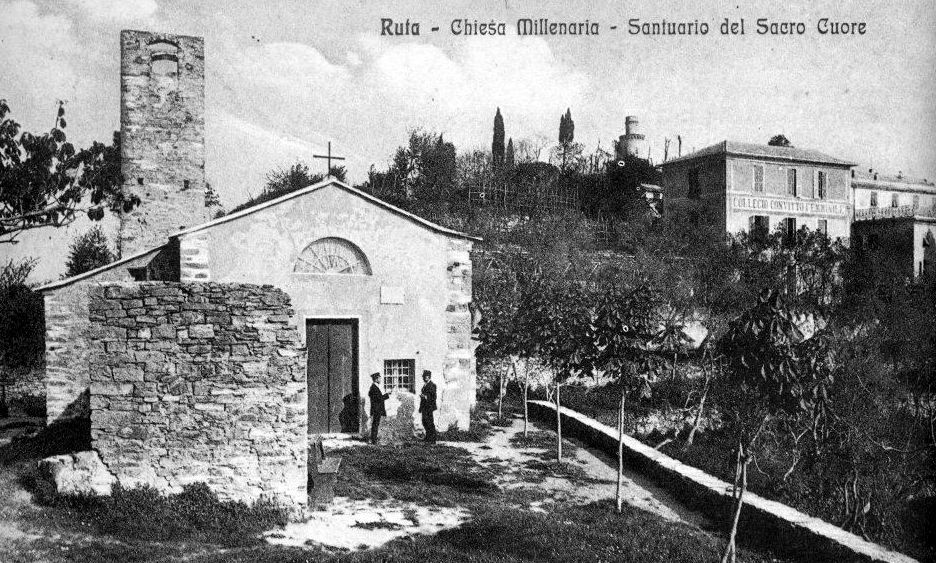
La chiesa Millenaria in una fotografia di inizio Novecento

L'edificio, situato nella località di Ruta, è un antico edificio di culto risalente al XIII secolo e fino al 1627 fu l'unica chiesa del paese. La costruzione presenta uno stile architettonico in arte romanica, con navata centrale absidata e con pietre a vista, e l'attuale conservazione degli edifici è dovuto agli interventi di restauro effettuati nel 1905 e 1950.
Nel 1905 venne costruita la sacrestia a cui seguì la demolizione di una casetta sul fianco sinistro, probabilmente ospizio per pellegrini, e venne sostituito il pavimento originale distruggendo le lastre tombali descritte anche nella relazione della visita apostolica del 1749.
Nel 1950 venne ricostruita la discussa cuspide della torre campanaria a cura della Soprintendenza ai Monumenti. I lavori si resero necessari a causa dell'abbandono dell'edificio dopo l'incendio appiccato dalle truppe francesi di Napoleone Bonaparte, sul finire del XVIII secolo, al comando del generale Andrea Massena.
Antica chiesa parrocchiale dedicata a san Michele Arcangelo, attualmente sostituita in tale funzione dalla chiesa di San Michele Arcangelo situata più a valle sulla via di Bana, è oggi intitolata al Sacro Cuore di Gesù. È generalmente conosciuta con il toponimo di "Chiesa Millenaria" e localmente come "Chiesa Vecchia".
La chiesa sorge in una posizione panoramica su una costa collinare alle pendici del monte Esoli. Immersa nel verde, è situata in un prato contornato da alberi, dal quale si diparte il sentiero che sale sul monte Esoli e raggiunge il santuario della Madonna di Caravaggio, nel comune di Rapallo.